# F 5 (sommergibile)
L’F 5 è stato un sommergibile della Regia Marina.

## Storia
Nei primi tempi della sua vita operativa fu sottoposto ad una lunga fase di addestramento nel golfo della Spezia.
Nel febbraio 1917 – comandante dell'unità era il tenente di vascello Michelangelo Fedeli – fu assegnato alla II Squadriglia Sommergibili di Ancona, prendendo però base alternativamente a Venezia e Porto Corsini.
Fu impiegato in funzione offensiva sulle rotte mercantili austro-ungariche e su quelle che conducevano a Pola e Trieste, con lo svolgimento in tutto di 26 missioni.
L'8 febbraio 1918 fu dislocato in agguato una quindicina di miglia ad ovest di Pola, in appoggio all'azione di MAS divenuta nota come beffa di Buccari.
In seguito alla firma dell'armistizio di Villa Giusti prese parte, al comando del tenente di vascello Edoardo Somigli, all'occupazione di Umago, in Istria.
Ad inizio 1919 fu dislocato a Brindisi e nel maggio di quell'anno cambiò base con Napoli.
Prese parte a varie esercitazioni dal 1924 al 1927 ed effettuò crociere di lunga durata lungo le coste siciliane.
Radiato nel 1929, fu demolito.